# Melodie (časopis)
Melodie byl český odborně laděný hudební měsíčník vycházející v letech 1963–2000 v Československu a později Česku, podrobně mapující domácí a zahraniční populární hudbu a jazz. Zpočátku ho vydávalo české vydavatelství Orbis, od roku 1978 Panorama. Byl jedním z mála periodik, kterému se dařilo informovat o dění v západní hudební produkci nezávisle a objektivně i v dobách tzv. normalizace. K pravidelným rubrikám periodika, kromě fundovaných profilů interpretů domácí i světové populární i jazzové scény, patřily i přehledy světových hitparád, „Jak to slyším“ (rubrika, v níž osobnost domácí hudební scény se vyjadřovala k náhodně vybraným hudebním dílům), noty a texty aktuálních písní, nové desky a publikace a hudební inzerce. Náklad časopisu v některých ročnících překročil sto tisíc výtisků, přesto byl obtížně k dostání.
V roce 1964 se stal jeho šéfredaktorem muzikolog a hudební publicista Lubomír Dorůžka. Později následovali například Stanislav Titzl (1971–1984), Miroslav Kratochvíl (1984–cca 1988), Jan Dobiáš (cca 1988 – duben 1990), Petar Zapletal (květen 1990 – květen 1991), Jaromír Tůma (červen 1991 – 1993), Jan Linka (cca leden 1994 – cca říjen 1994), Miloš Skalka (cca listopad 1994 – cca listopad 1996). V období let 1969 až 1970 se stal jeho nezávislou, ale aktualizovanou přílohou čtrnáctideník Aktuality Melodie, jehož šéfredaktorem byl Čestmír Klos. Vydávání časopisu bylo z politických důvodů několikrát přerušeno.
Od ledna 1984 byl v souvislosti s tažením proti rockové hudbě, odstartovaným článkem Nová vlna se starým obsahem, jmenován šéfredaktorem Miroslav Kratochvíl, bývalý ředitel stanice Hvězda. Ten propustil většinu redaktorů, ostatní odešli sami, přestala přispívat i většina externistů, neschopnost nové redakce vedla k tomu, že časopis občas vycházel i s prázdnými stránkami. Koncem roku 1987 byl šéfredaktor Kratochvíl pro neschopnost z vedení redakce odvolán a od prvního čísla v roce 1988 se časopis vrátil ke své dřívější kvalitě a současně se do něj rovněž vrátila většina přispěvatelů. V roce 1994 se stala vydavatelem časopisu agentura GOJA, jejímiž majiteli byli Karel Gott a František Janeček. V roce 2000 přestal vycházet.